# Macroglossum limata
Macroglossum limata là một loài bướm đêm thuộc họ Sphingidae, chi Macroglossum.